# أيريك باي
أيريك باي (بالبوكمول: Eirik Bye) هو متزحلق نرويجي، ولد في 19 سبتمبر 1995 في Tårnåsen ‏ في النرويج.

## روابط خارجية
- أيريك باي على موقع الاتحاد الدولي للتزلج (التزلج الريفي) (الإنجليزية)
- أيريك باي على موقع Paralympic.org (الإنجليزية)
- أيريك باي على موقع IPC.InfostradaSports.com (مؤرشف) (الإنجليزية)